# بلد، اسلوونی
بلد، اسلوونی (به آلمانی: Veldes) در اسلوونی با جمعیت ۵٬۲۵۲ نفر است که در Municipality of Bled واقع شده‌است.

## نگارخانه

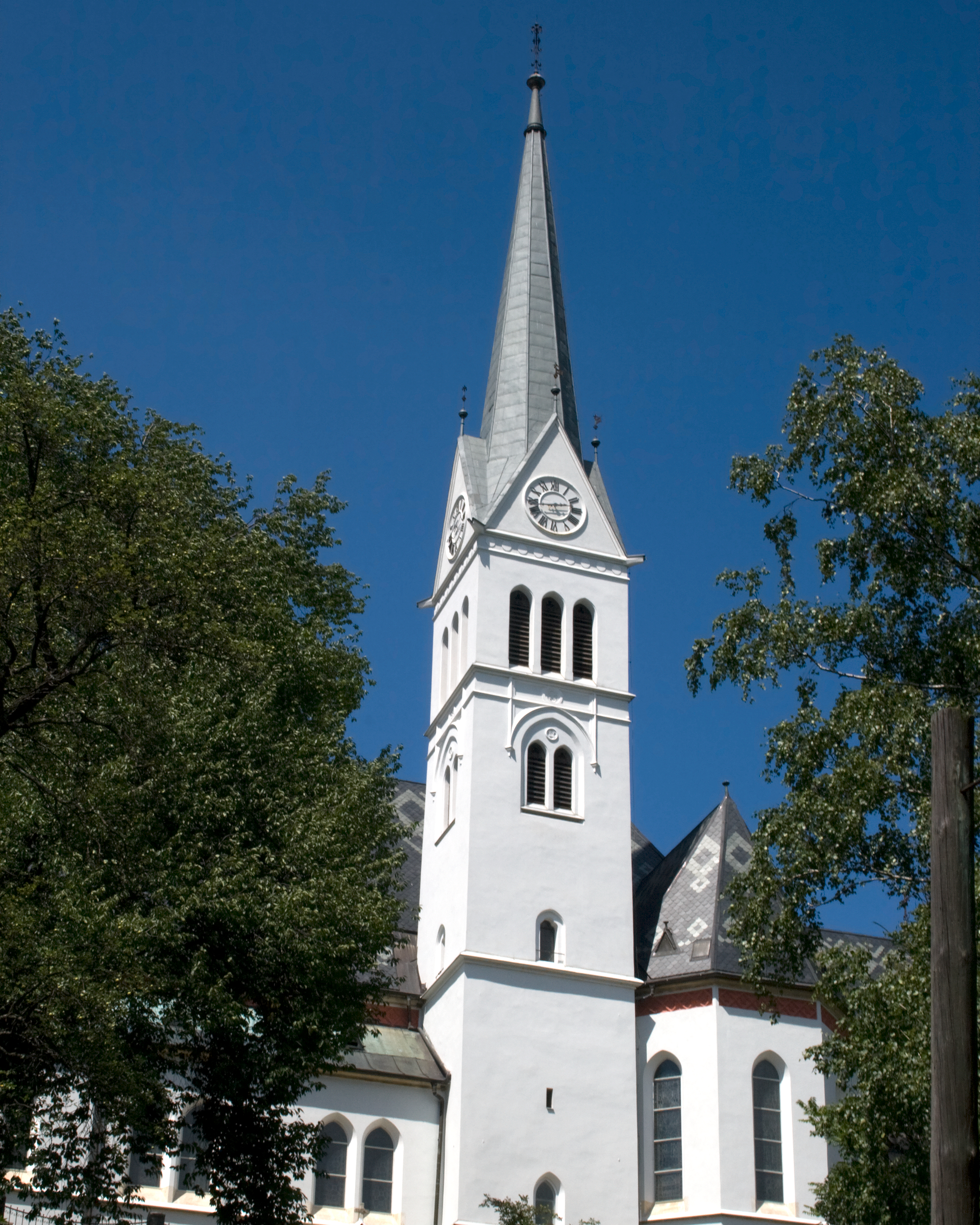
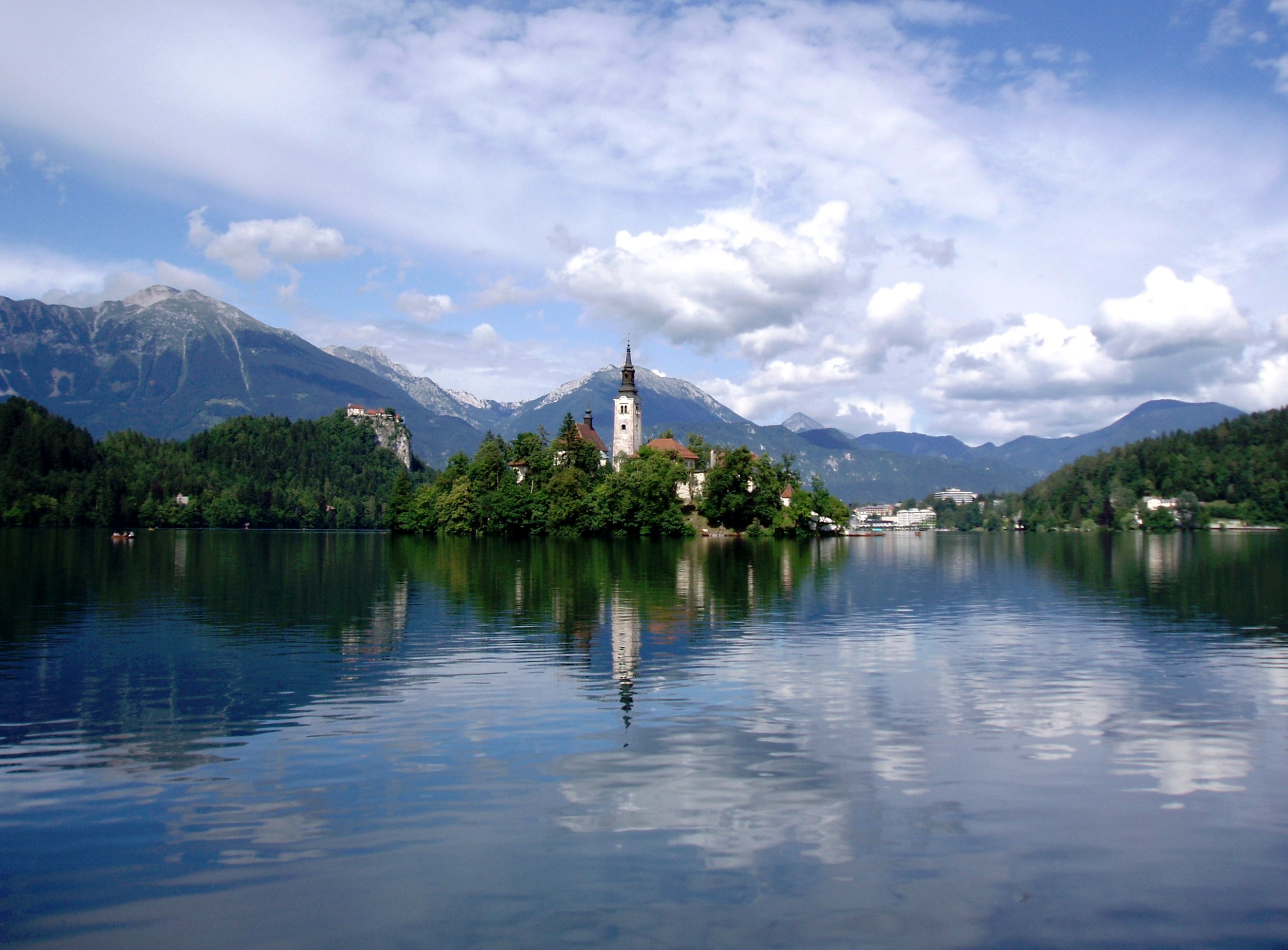
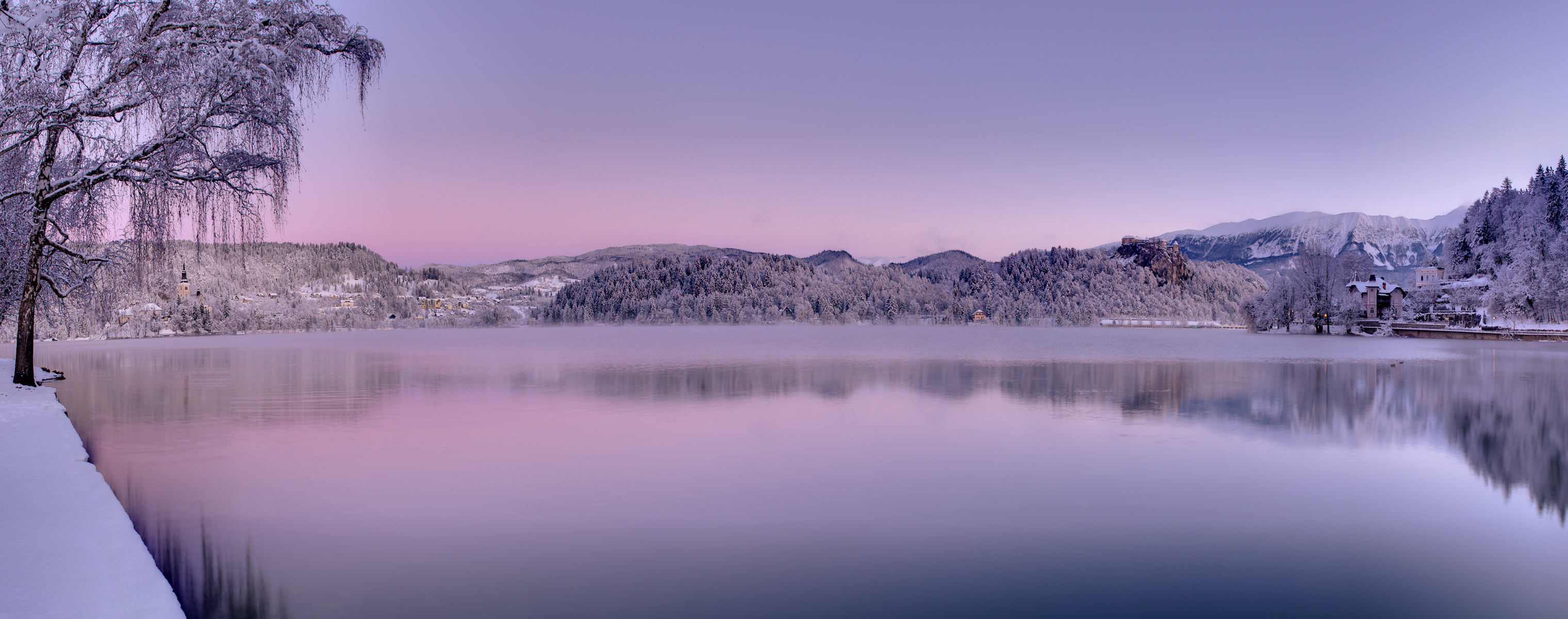
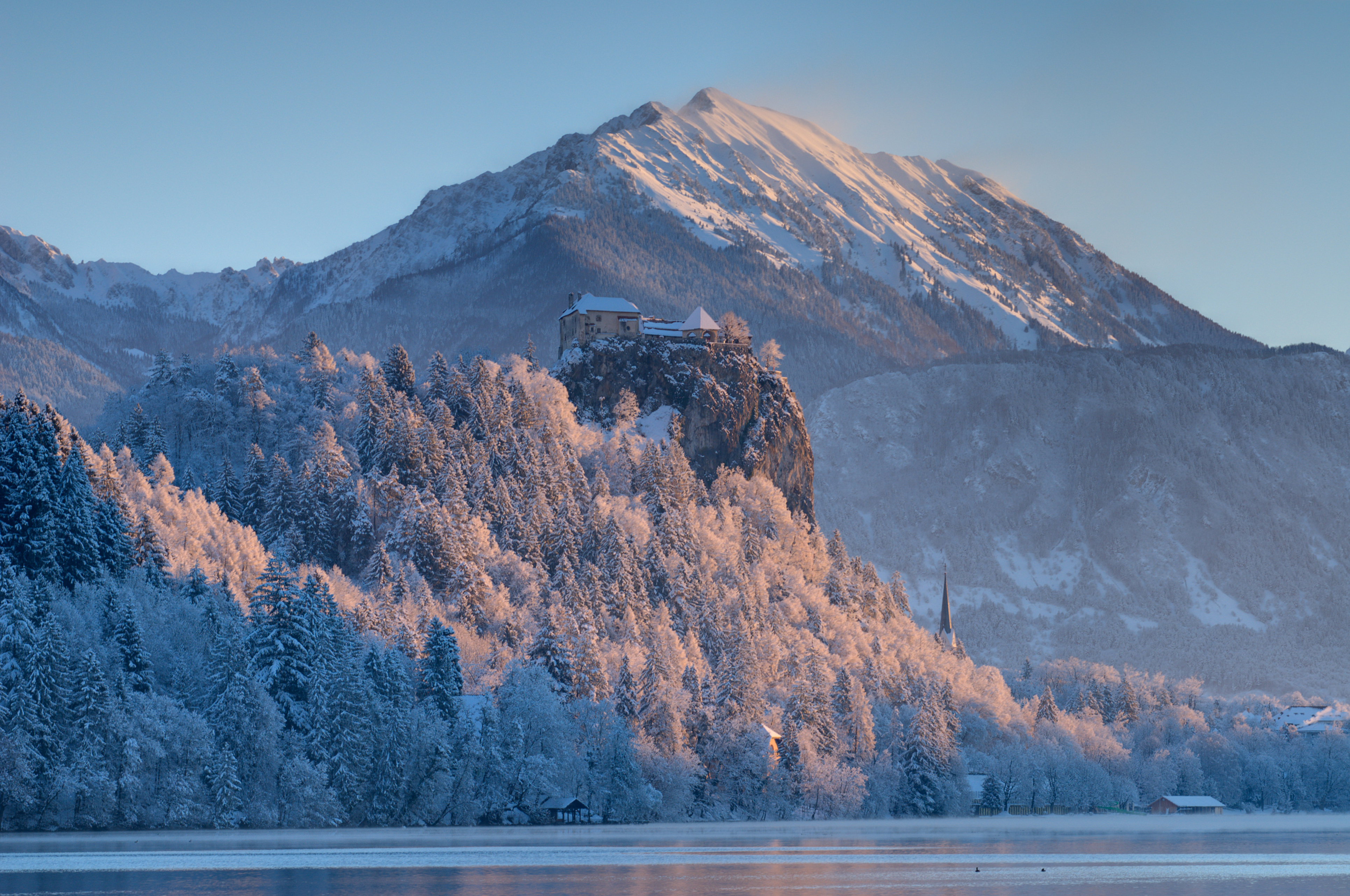
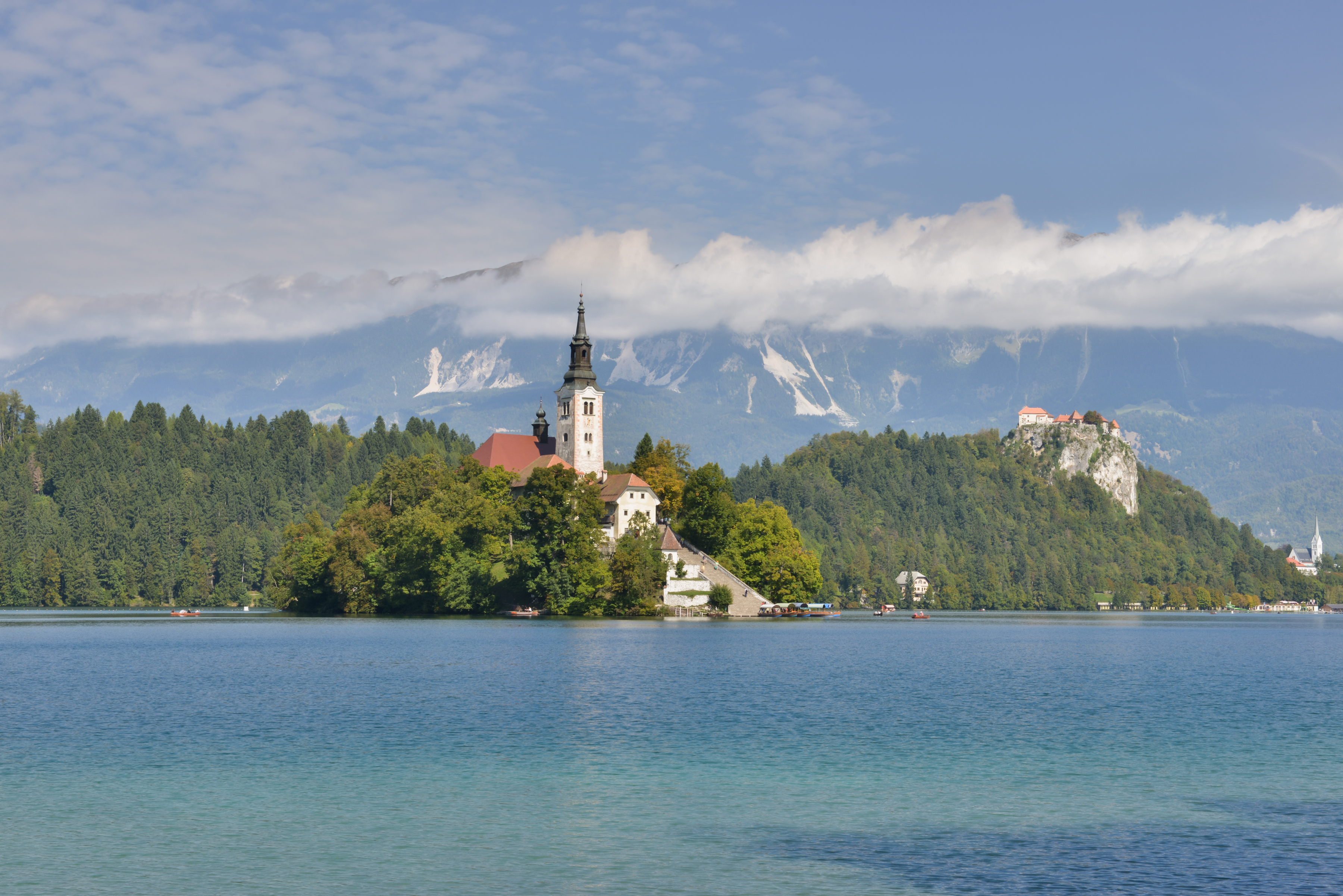